# Diospyros kamerunensis
Diospyros kamerunensis är en tvåhjärtbladig växtart som beskrevs av Robert Louis August Maximilian Gürke. Diospyros kamerunensis ingår i släktet Diospyros och familjen Ebenaceae. Inga underarter finns listade i Catalogue of Life.